# Spectre audible
Le spectre audible est l'ensemble des fréquences sonores sinusoidales pures pouvant être perçues par un être humain. Conventionnellement, dans le domaine fréquentiel, il s'étend de 20Hz à 20 kHz (20 000 Hz). Dans la pratique, le spectre réellement perçu par un individu peut en différer très sensiblement : les capacités auditives, surtout dans l'aigu, diminuent avec l'âge mais aussi en fonction des traumatismes reçus par le système auditif (exposition de longue durée à des niveaux sonores élevés en particulier).
Le spectre audible en fréquences sinusoidales pures ne rend pas compte de la perception des fréquences qui composent un signal complexe. Par exemple, une fréquence pure de fréquence élevée non audible quand elle est seule, va modifier la perception d'un signal complexe dont elle devient un composant par addition.